# Амитерн
Амите́рн или Амите́рнум (лат. Amiternum) — древний город в восточной части страны сабинян, который расположен на реке Атерно в регионе Абруццо современной Италии в девяти километрах от города Л’Акуила.

## История
Город находился на пересечении важных дорог: две ветви Via Salaria (Соляной дороги), идущей от Рима на северо-восток к Адриатическому морю, а также Via Caecilia и Via Claudia Nova.
В 293 году до н. э., во время Самнитской войны, Амитерн был завоёван римскими легионами ведомыми консулом Спурием Карвилием, причём жители его были частью перебиты, частью обращены в рабство. В то время город имел значение по своей принадлежности к римской префектуре; остатки амфитеатра и театра служат свидетельством его прежнего процветания. Помимо этого, в городе были найдены христианские катакомбы. В 597 году, здесь был замучен язычниками епископ Цетей.
В Амитерне в 86 до н. э. родился древнеримский историк Гай Саллюстий Крисп. На полях древнего Амитерна было найдено немало античных предметов, в том числе находящееся теперь в Капитолийском музее в Риме парное медное кресло художественной работы с серебряными украшениями.